# لورنفلد
لورنفلد (به آلمانی: Lurnfeld) یک منطقهٔ مسکونی در اتریش است که در ناحیه اشپیتال آن در دراو واقع شده‌است. لورنفلد ۲٬۷۱۸ نفر جمعیت دارد.

## خواهرخوانده
شهر ماریانو دل فریولی خواهرخواندهٔ لورنفلد هست.